# Klods Hans (Der var engang...)
 For alternative betydninger, se Klods Hans (flertydig). (Se også artikler, som begynder med Klods Hans)
Klods Hans  er en tegnefilm i serien Der var engang... (eng. titel The Fairytaler), der blev udsendt i forbindelse med H.C. Andersens 200 års fødselsdag i 2005.
Danske Stemmer:
- H.C. Andersen Henrik Koefoed
- Klods Hans Jens Andersen
- Poul Niels Olsen
- Per Thomas Mørk
- Prinsesse Rose Mille Lehfeldt
- Kong Halbert Lars Knutzon
- Kammerhere John Hahn-Petersen
- Købmand Landgren Flemming Quist Møller
- Greve von Bunsenbag Søren Sætter-Lassen

Øvrige stemmer:
- Søren Byder
- Dick Kaysø
- Jacob Morild
- Søren Hauch-Fausbøll
- Søren Madsen
- Steffen Addington

Bagom:
- Instruktør: Jørgen Lerdam
- Original musik af: Gregory Magee
- Hovedforfatter: Gareth Williams
- Manuskriptredaktører: Linda O' Sullivan, Cecilie Olrik
- Oversættelse: Jakob Eriksen
- Lydstudie: Nordisk Film Audio
- Stemmeinstruktør: Steffen Addington
- Animation produceret af: A. Film A/S
- Animationsstudie: Wang Film Production

En co-produktion mellem
Egmont Imagination, A. Film & Magma Film
I samarbejde med:
Super RTL & DR TV